# Diskografie Sii
Toto je seznam vydané diskografie australské zpěvačky Sii.

## Alba

### Studiová alba
| Název                                                                                   | Detaily o albu                                                        | Umístění v hitparádách | Umístění v hitparádách | Umístění v hitparádách | Umístění v hitparádách | Umístění v hitparádách | Umístění v hitparádách | Umístění v hitparádách | Umístění v hitparádách | Umístění v hitparádách | Umístění v hitparádách | Prodeje                     | Certifikace |
| Název                                                                                   | Detaily o albu                                                        | AUS                    | CAN                    | DEN                    | FRA                    | GER                    | ITA                    | NZ                     | SWE                    | UK                     | US                     | Prodeje                     | Certifikace |
| --------------------------------------------------------------------------------------- | --------------------------------------------------------------------- | ---------------------- | ---------------------- | ---------------------- | ---------------------- | ---------------------- | ---------------------- | ---------------------- | ---------------------- | ---------------------- | ---------------------- | --------------------------- | --- |
| OnlySee                                                                                 | - Vydáno: 23. prosince 1997 - Vydavatelství: Flavoured Records        | —                      | —                      | —                      | —                      | —                      | —                      | —                      | —                      | —                      | —                      | - AUS: 1,200                | |
| Healing Is Difficult                                                                    | - Vydáno: 9. července 2001 - Vydavatelství: Long Lost Brother         | 99                     | —                      | —                      | —                      | —                      | —                      | —                      | —                      | —                      | —                      |                             | |
| Colour the Small One                                                                    | - Vydáno: leden 2004 - Vydavatelství: Astralwerks, Go! Beat           | 113                    | —                      | —                      | —                      | —                      | —                      | —                      | —                      | 180                    | —                      | - US: 98,000                | |
| Some People Have Real Problems                                                          | - Vydáno: 8. ledna 2008 - Vydavatelství: Monkey Puzzle, Hear Music    | 41                     | —                      | —                      | 58                     | —                      | —                      | —                      | —                      | 106                    | 26                     | - US: 51,000                | - ARIA: Gold |
| We Are Born                                                                             | - Vydáno: 18. ledna 2010 - Vydavatelství: Monkey Puzzle, Jive         | 2                      | 60                     | 14                     | 42                     | 73                     | —                      | —                      | —                      | 74                     | 37                     |                             | - ARIA: Gold |
| 1000 Forms of Fear                                                                      | - Vydáno: 4. července 2014 - Vydavatelství: Monkey Puzzle, RCA        | 1                      | 1                      | 5                      | 8                      | 30                     | 33                     | 4                      | 4                      | 5                      | 1                      | - UK: 300,000 - US: 374,000 | - ARIA: Platinum - BPI: Platinum - BVMI: Gold - FIMI: Gold - GLF: Platinum - IFPI DEN: 2× Platinum - MC: 3× Platinum - PMB: 3× Platinum - RIAA: 2× Platinum - SNEP: Platinum |
| This Is Acting                                                                          | - Vydáno: 29. ledna 2016 - Vydavatelství: Monkey Puzzle, RCA          | 1                      | 2                      | 11                     | 3                      | 14                     | 13                     | 5                      | 10                     | 3                      | 4                      |                             | - ARIA: Gold - BPI: Platinum - BVMI: Gold - FIMI: Platinum - IFPI DEN: 2× Platinum - MC: 2× Platinum - PMB: 3× Platinum - RIAA: 2× Platinum - RMNZ: Gold - SNEP: 3× Platinum |
| Everyday Is Christmas                                                                   | - Vydáno: 17. listopadu 2017 - Vydavatelství: Monkey Puzzle, Atlantic | 7                      | 8                      | 4                      | 41                     | 4                      | 23                     | 22                     | 7                      | 39                     | 27                     | - US: 15,000                | - BPI: Silver - IFPI DEN: Platinum - MC: Gold - SNEP: Gold |
| Music – Songs from and Inspired by the Motion Picture                                   | - Vydáno: 12. února 2021 - Vydavatelství: Monkey Puzzle, Atlantic     | 12                     | 88                     | —                      | 29                     | 28                     | —                      | —                      | —                      | 90                     | —                      |                             | |
| Reasonable Woman                                                                        | - Vydáno: 3. května 2024 - Vydavatelství: Monkey Puzzle, Atlantic     | 14                     | 88                     | —                      | —                      | 16                     | 80                     | 35                     | —                      | 59                     | 153                    |                             | |
| "—" značí, že se nahrávka neumístila v hitparádách nebo v tomto území ani nebyla vydána |                                                                       |                        |                        |                        |                        |                        |                        |                        |                        |                        |                        |                             | |

### Kompilační alba
| Název      | Detaily o albu                                     | Umístění v hitparádě |
| Název      | Detaily o albu                                     | AUS                  |
| ---------- | -------------------------------------------------- | -------------------- |
| Best Of... | - Vydáno: 30. března 2012 - Vydavatelství: Inertia | 27                   |

### Koncertní alba
| Název                                                       | Detaily o albu                                                                 |
| ----------------------------------------------------------- | ------------------------------------------------------------------------------ |
| Lady Croissant                                              | - Vydáno: 3. dubna 2007 - Vydavatelství: Astralwerks                           |
| iTunes Live from Sydney                                     | - Vydáno: 4. května 2009 - Vydavatelství: Monkey Puzzle                        |
| iTunes Live – ARIA Concert Series                           | - Vydáno: 11. května 2010 - Vydavatelství: Monkey Puzzle                       |
| The We Meaning You Tour (Copenhagen 12 May 2010)            | - Vydáno: 19. července 2011 - Vydavatelství: Monkey Puzzle                     |
| The We Meaning You Tour, Live at the Roundhouse 27 May 2010 | - Vydáno: 19. července 2011 - Vydavatelství: Monkey Puzzle                     |
| Spotify Sessions                                            | - Vydáno: 13. dubna 2016 - Vydavatelství: Monkey Puzzle                        |
| triple j Live at the Wireless – Big Day Out 2011            | - Vydáno: 15. května 2020 - Vydavatelství: Australian Broadcasting Corporation |

### Remixová alba
| Název                                  | Detaily o albu                                              |
| -------------------------------------- | ----------------------------------------------------------- |
| The Girl You Lost to Cocaine (Remixes) | - Vydáno: 6. května 2008 - Vydavatelství: Ultra             |
| Remixes 1 – EP                         | - Vydáno: 15. července 2008 - Vydavatelství: Go! Beat       |
| Remixes 2 – EP                         | - Vydáno: 15. července 2008 - Vydavatelství: Go! Beat       |
| Reasonable Remixes 1                   | - Vydáno: 25. října 2024 - Vydavatelství: Monkey Puzzle     |
| Reasonable Remixes 2                   | - Vydáno: 15. listopadu 2024 - Vydavatelství: Monkey Puzzle |

### Video alba
| Název           | Detaily o albu                                        |
| --------------- | ----------------------------------------------------- |
| TV Is My Parent | - Vydáno: 19. května 2009 - Vydavatelství: Hear Music |

## Singly

### Jako hlavní umělkyně
| "Taken for Granted"                                                                     | 2000 | 100 | —  | —  | —   | —  | —  | —  | —  | 10  | —  | | Healing Is Difficult           |
| "Little Man"                                                                            | 2000 | —   | —  | —  | —   | —  | —  | —  | —  | 82  | —  | | Healing Is Difficult           |
| "Drink to Get Drunk" (s Different Gear)                                                 | 2001 | 110 | —  | —  | —   | —  | 43 | —  | —  | 91  | —  | | Healing Is Difficult           |
| "Don't Bring Me Down"                                                                   | 2003 | —   | —  | —  | —   | —  | —  | —  | —  | —   | —  | | Colour the Small One           |
| "Breathe Me"                                                                            | 2004 | —   | —  | 19 | 81  | —  | —  | —  | —  | 71  | —  | - BPI: Gold - IFPI DEN: Gold | Colour the Small One           |
| "Where I Belong"                                                                        | 2004 | —   | —  | —  | —   | —  | —  | —  | —  | 85  | —  | | Colour the Small One           |
| "Numb"                                                                                  | 2005 | —   | —  | —  | —   | —  | —  | —  | —  | —   | —  | | Colour the Small One           |
| "Day Too Soon"                                                                          | 2007 | —   | —  | —  | —   | —  | —  | —  | —  | —   | —  | | Some People Have Real Problems |
| "The Girl You Lost to Cocaine"                                                          | 2008 | —   | —  | —  | —   | —  | —  | —  | —  | —   | —  | | Some People Have Real Problems |
| "Soon We'll Be Found"                                                                   | 2008 | 89  | —  | —  | —   | —  | —  | —  | —  | 94  | —  | | Some People Have Real Problems |
| "Buttons"                                                                               | 2009 | 67  | —  | —  | —   | —  | —  | —  | —  | —   | —  | | Some People Have Real Problems |
| "You've Changed"                                                                        | 2009 | 31  | —  | —  | —   | —  | —  | —  | —  | —   | —  | | We Are Born                    |
| "Under the Milky Way"                                                                   | 2010 | —   | —  | —  | —   | —  | —  | —  | —  | —   | —  | | Singl bez alb                  |
| "Clap Your Hands"                                                                       | 2010 | 17  | —  | —  | —   | —  | —  | —  | —  | —   | —  | | We Are Born                    |
| "Bring Night"                                                                           | 2010 | 99  | —  | —  | —   | —  | —  | —  | —  | —   | —  | | We Are Born                    |
| "Elastic Heart" (feat. the Weeknd a Diplo)                                              | 2013 | 67  | —  | 21 | —   | —  | —  | 7  | —  | 61  | —  | - IFPI DEN: Platinum - RMNZ: Platinum | Hunger Games: Vražedná pomsta  |
| "Chandelier"                                                                            | 2014 | 2   | 6  | 6  | 1   | 10 | 2  | 3  | 4  | 6   | 8  | - ARIA: 5× Platinum - BPI: 5× Platinum - BVMI: 3× Gold - FIMI: 5× Platinum - GLF: 4× Platinum - IFPI DEN: 2× Platinum - MC: 3× Platinum - RIAA: Diamond - RMNZ: 2× Platinum - SNEP: Diamond | 1000 Forms of Fear             |
| "Big Girls Cry"                                                                         | 2014 | 16  | 64 | —  | 18  | —  | —  | —  | —  | 77  | —  | - ARIA: Platinum - BPI: Silver - MC: Gold - RIAA: Gold | 1000 Forms of Fear             |
| "You're Never Fully Dressed Without a Smile"                                            | 2014 | 71  | —  | —  | —   | 85 | —  | —  | —  | 125 | —  | | Annie                          |
| "Elastic Heart"                                                                         | 2015 | 5   | 7  | 21 | 23  | 29 | 11 | 7  | 14 | 10  | 17 | - ARIA: 3× Platinum - BPI: 3× Platinum - BVMI: Platinum - FIMI: 2× Platinum - MC: 7× Platinum - RIAA: 5× Platinum - SNEP: Gold                                                              | 1000 Forms of Fear             |
| "Fire Meet Gasoline"                                                                    | 2015 | 60  | —  | —  | 39  | 85 | —  | —  | —  | 193 | —  | - MC: Gold | 1000 Forms of Fear             |
| "Alive"                                                                                 | 2015 | 10  | 28 | —  | 17  | —  | 57 | 29 | 69 | 30  | 56 | - ARIA: Platinum - BPI: Platinum - FIMI: Platinum - GLF: Gold - MC: Platinum - RIAA: Platinum                                                                                               | This Is Acting                 |
| "Cheap Thrills" (sólo nebo feat. Sean Paul)                                             | 2016 | 6   | 1  | 2  | 1   | 1  | 1  | 3  | 1  | 2   | 1  | - ARIA: 4× Platinum - BPI: 5× Platinum - BVMI: Diamond - FIMI: Diamond - GLF: 4× Platinum - IFPI DEN: 3× Platinum - MC: 7× Platinum - RIAA: 9× Platinum - RMNZ: 2× Platinum                 | This Is Acting                 |
| "The Greatest" (feat. Kendrick Lamar)                                                   | 2016 | 2   | 6  | 5  | 3   | 3  | 5  | 5  | 5  | 5   | 18 | - ARIA: 2× Platinum - BPI: 2× Platinum - BVMI: 3× Gold - FIMI: 4× Platinum - IFPI DEN: Platinum - MC: 3× Platinum - RIAA: 4× Platinum - RMNZ: Platinum - SNEP: Diamond                      | This Is Acting                 |
| "Never Give Up"                                                                         | 2016 | 29  | —  | —  | 17  | 8  | —  | —  | —  | —   | —  | - ARIA: Gold - BVMI: Platinum - SNEP: Platinum | Lion                           |
| "Angel by the Wings"                                                                    | 2016 | —   | —  | —  | —   | —  | —  | —  | —  | —   | —  | | The Eagle Huntress             |
| "Move Your Body"                                                                        | 2017 | 34  | 82 | —  | 62  | —  | 90 | —  | 57 | 59  | —  | - BPI: Gold - BVMI: Gold - FIMI: Gold - GLF: Gold - SNEP: Gold - RIAA: Gold | This Is Acting                 |
| "To Be Human" (feat. Labrinth)                                                          | 2017 | —   | —  | —  | 117 | —  | —  | —  | —  | —   | —  | | Wonder Woman                   |
| "Reaper"                                                                                | 2017 | 89  | 78 | —  | 89  | —  | —  | —  | —  | —   | —  | | This Is Acting                 |
| "Free Me"                                                                               | 2017 | —   | —  | —  | 155 | —  | —  | —  | —  | —   | —  | | Singl bez alb                  |
| "Rainbow"                                                                               | 2017 | —   | —  | —  | —   | —  | —  | —  | —  | —   | —  | | My Little Pony: ve filmu       |
| "Santa's Coming for Us"                                                                 | 2017 | 51  | 67 | —  | 45  | 50 | 82 | —  | 46 | 17  | —  | - BPI: Gold - RIAA: Gold | Everyday Is Christmas          |
| "Snowman"                                                                               | 2017 | 11  | 13 | 17 | 5   | 6  | 14 | 11 | 7  | 18  | 43 | - BPI: Platinum - FIMI: Platinum - RIAA: 2× Platinum - RMNZ: Gold | Everyday Is Christmas          |
| "Helium" (vs David Guetta a Afrojack)                                                   | 2018 | 88  | —  | —  | —   | —  | —  | —  | 61 | —   | —  | - BPI: Silver - FIMI: Gold | Padesát odstínů temnoty        |
| "Flames" (s David Guetta)                                                               | 2018 | 19  | 66 | 40 | 2   | 7  | 11 | —  | 9  | 7   | —  | - ARIA: Platinum - BPI: 2× Platinum - BVMI: Platinum - FIMI: 2× Platinum - IFPI DEN: Gold - MC: Platinum - SNEP: Diamond                                                                    | 7                              |
| "Here I Am" (s Dolly Parton)                                                            | 2018 | —   | —  | —  | —   | —  | —  | —  | —  | —   | —  | | Dumplin'                       |
| "I'm Still Here"                                                                        | 2018 | —   | —  | —  | —   | —  | —  | —  | —  | —   | —  | | Singl bez alb                  |
| "Original"                                                                              | 2020 | —   | —  | —  | —   | —  | —  | —  | —  | —   | —  | | Dolittle                       |
| "Saved My Life"                                                                         | 2020 | —   | —  | —  | —   | —  | —  | —  | —  | —   | —  | | Music                          |
| "Together"                                                                              | 2020 | 27  | 70 | —  | 161 | —  | —  | —  | —  | 96  | —  | - MC: Gold | Music                          |
| "Let's Love" (s David Guetta)                                                           | 2020 | —   | —  | —  | 47  | 30 | 45 | —  | —  | 53  | —  | - FIMI: Platinum | Singl bez alb                  |
| "Courage to Change"                                                                     | 2020 | 180 | —  | —  | 48  | —  | —  | —  | —  | —   | —  | | Music                          |
| "Del Mar" (s Ozuna a Doja Cat)                                                          | 2020 | —   | —  | —  | 30  | —  | —  | —  | —  | —   | —  | - FIMI: Gold | ENOC                           |
| "Hey Boy" (sólo nebo feat. Burna Boy)                                                   | 2020 | —   | —  | —  | —   | —  | —  | —  | —  | —   | —  | | Music                          |
| "Floating Through Space" (s David Guetta)                                               | 2021 | —   | —  | —  | 50  | 56 | —  | —  | 55 | —   | —  | - SNEP: Gold | Music                          |
| "Unstoppable"                                                                           | 2022 | 115 | 31 | —  | 23  | 62 | —  | —  | 94 | —   | 28 | - BPI: 2× Platinum - BVMI: Platinum - FIMI: Platinum - RIAA: 3× Platinum - RMNZ: Platinum - SNEP: Platinum                                                                                  | This Is Acting                 |
| "Gimme Love"                                                                            | 2023 | —   | —  | —  | 15  | 69 | —  | —  | 88 | —   | —  | - SNEP: Gold | Reasonable Woman               |
| "Hass Hass" (s Diljit Dosanjh)                                                          | 2023 | —   | 54 | —  | —   | —  | —  | —  | —  | —   | —  | | bude oznámeno                  |
| "Dance Alone" (s Kylie Minogue)                                                         | 2024 | —   | —  | —  | —   | —  | —  | —  | —  | 60  | —  | | Reasonable Woman               |
| "Incredible" (feat. Labrinth)                                                           | 2024 | —   | —  | —  | —   | —  | —  | —  | —  | —   | —  | | Reasonable Woman               |
| "Fame Won't Love You" (feat. Paris Hilton)                                              | 2024 | —   | —  | —  | —   | —  | —  | —  | —  | —   | —  | | Reasonable Woman               |
| "Immortal Queen" (feat. Chaka Khan a Bianca Costa)                                      | 2024 | —   | —  | —  | —   | —  | —  | —  | —  | —   | —  | | Reasonable Woman               |
| "I Forgive You"                                                                         | 2024 | —   | —  | —  | —   | —  | —  | —  | —  | —   | —  | | Reasonable Woman               |
| "Beautiful People" (s David Guetta)                                                     | 2025 | —   | —  | —  | 85  | 61 | —  | —  | —  | 64  | —  | | Singl bez alb                  |
| "—" značí, že se nahrávka neumístila v hitparádách nebo v tomto území ani nebyla vydána |      |     |    |    |     |    |    |    |    |     |    | |                                |

### Jako vedlejší umělkyně
| "Destiny" (Zero 7 feat. Sia a Sophie Barker)                                            | 2001 | —  | —  | —  | —   | —  | —  | —  | —  | 30  | —  | | Simple Things             |
| "Somersault" (Zero 7 feat. Sia)                                                         | 2004 | —  | —  | —  | —   | —  | —  | —  | —  | 56  | —  | | When It Falls             |
| "I'll Forget You" (Lior feat. Sia)                                                      | 2008 | —  | —  | —  | —   | —  | —  | —  | —  | —   | —  | | Corner of an Endless Road |
| "I Love It" (Hilltop Hoods feat. Sia)                                                   | 2011 | 6  | —  | —  | —   | —  | —  | 13 | —  | —   | —  | - ARIA: 8× Platinum - RMNZ: Gold | Drinking from the Sun     |
| "Titanium" (David Guetta feat. Sia)                                                     | 2011 | 5  | 7  | 3  | 3   | 5  | 3  | 3  | 3  | 1   | 7  | - ARIA: 5× Platinum - BPI: 3× Platinum - BVMI: 2× Platinum - FIMI: 4× Platinum - IFPI DEN: Platinum - RIAA: 5× Platinum - RMNZ: 3× Platinum - SNEP: Gold                            | Nothing but the Beat      |
| "Wild Ones" (Flo Rida feat. Sia)                                                        | 2011 | 1  | 1  | 11 | 11  | 6  | 15 | 1  | 3  | 4   | 5  | - ARIA: 7× Platinum - BPI: 2× Platinum - BVMI: Gold - FIMI: Gold - GLF: 5× Platinum - IFPI DEN: 3× Platinum - RIAA: 4× Platinum - RMNZ: 2× Platinum                                 | Wild Ones                 |
| "Wild One Two" (Jack Back feat. David Guetta, Nicky Romero a Sia)                       | 2012 | 52 | —  | —  | —   | 65 | —  | —  | —  | 171 | —  | | Nothing but the Beat 2.0  |
| "She Wolf (Falling to Pieces)" (David Guetta feat. Sia)                                 | 2012 | 11 | 35 | 7  | 4   | 3  | 6  | 19 | 4  | 8   | —  | - ARIA: 2× Platinum - BPI: Platinum - BVMI: Gold - FIMI: 2× Platinum - SNEP: Gold                                                                                                   | Nothing but the Beat 2.0  |
| "Dim the Light" (Creep feat. Sia)                                                       | 2013 | —  | —  | —  | —   | —  | —  | —  | —  | —   | —  | | Echoes                    |
| "Battle Cry" (Angel Haze feat. Sia)                                                     | 2014 | —  | —  | —  | —   | —  | —  | —  | —  | 70  | —  | | Dirty Gold                |
| "Guts Over Fear" (Eminem feat. Sia)                                                     | 2014 | 22 | 9  | 22 | 10  | 35 | 45 | 22 | 40 | 10  | 22 | - ARIA: Platinum - RIAA: Platinum - BPI: Silver | Shady XV                  |
| "Déjà Vu" (Giorgio Moroder feat. Sia)                                                   | 2015 | —  | —  | —  | 182 | —  | —  | —  | —  | 194 | —  | | Déjà Vu                   |
| "Golden" (Travie McCoy feat. Sia)                                                       | 2015 | 4  | —  | —  | —   | —  | —  | 20 | —  | —   | —  | - ARIA: Platinum | Rough Water               |
| "Bang My Head" (David Guetta feat. Sia a Fetty Wap)                                     | 2015 | 21 | 51 | 38 | 3   | 24 | 22 | 17 | 19 | 18  | 76 | - BPI: Platinum - BVMI: Gold - FIMI: 2× Platinum - GLF: Platinum - IFPI DEN: Gold - RIAA: Gold - RMNZ: Platinum                                                                     | Listen Again              |
| "Living Out Loud" (Brooke Candy feat. Sia)                                              | 2016 | —  | —  | —  | —   | —  | —  | —  | —  | —   | —  | | Singly bez alb            |
| "Waterfall" (Stargate feat. Pink a Sia)                                                 | 2017 | 19 | 86 | —  | 36  | 47 | 79 | —  | 67 | 47  | —  | - ARIA: Gold | Singly bez alb            |
| "Dusk Till Dawn" (Zayn feat. Sia)                                                       | 2017 | 6  | 5  | 12 | 8   | 3  | 6  | 8  | 2  | 5   | 44 | - ARIA: 4× Platinum - BPI: 2× Platinum - BVMI: Platinum - FIMI: 3× Platinum - GLF: 5× Platinum - IFPI DEN: Gold - MC: 2× Platinum - RIAA: Platinum - RMNZ: Platinum - SNEP: Diamond | Icarus Falls              |
| "That's Life" (88-Keys feat. Mac Miller a Sia)                                          | 2019 | —  | —  | —  | —   | —  | —  | —  | —  | —   | —  | | Singl bez alb             |
| "On" (BTS feat. Sia)                                                                    | 2020 | —  | —  | —  | —   | 36 | —  | —  | —  | —   | —  | | Map of the Soul: 7        |
| "Exhale" (Kenzie feat. Sia)                                                             | 2020 | —  | —  | —  | —   | —  | —  | —  | —  | —   | —  | | Singly bez alb            |
| "Cold" (Leslie Odom Jr. feat. Sia)                                                      | 2020 | —  | —  | —  | —   | —  | —  | —  | —  | —   | —  | | Singly bez alb            |
| "Titans" (Major Lazer feat. Sia a Labrinth)                                             | 2021 | —  | —  | —  | —   | —  | —  | —  | —  | —   |    | Music Is the Weapon (Reloaded) |                           |
| "Born Yesterday" (Arca feat. Sia)                                                       | 2021 | —  | —  | —  | —   | —  | —  | —  | —  | —   | —  | | Kick II                   |
| "Dynamite" (Sean Paul feat. Sia)                                                        | 2021 | —  | —  | —  | 108 | —  | —  | —  | —  | —   | —  | - SNEP: Gold | Scorcha                   |
| "—" značí, že se nahrávka neumístila v hitparádách nebo v tomto území ani nebyla vydána |      |    |    |    |     |    |    |    |    |     |    | |                           |

### Promo singly
| Název                                      | Rok  | Umístění v hitparádách | Umístění v hitparádách | Umístění v hitparádách | Umístění v hitparádách | Umístění v hitparádách | Umístění v hitparádách | Umístění v hitparádách | Certifikace                             | Album                |
| Název                                      | Rok  | AUS                    | CAN                    | FRA                    | NZ                     | SWE                    | UK                     | US                     | Certifikace                             | Album                |
| ------------------------------------------ | ---- | ---------------------- | ---------------------- | ---------------------- | ---------------------- | ---------------------- | ---------------------- | ---------------------- | --------------------------------------- | -------------------- |
| "Eye of the Needle"                        | 2014 | 36                     | —                      | 71                     | —                      | —                      | 181                    | —                      |                                         | 1000 Forms of Fear   |
| "Salted Wound"                             | 2015 | 133                    | —                      | 70                     | —                      | —                      | 118                    | —                      |                                         | Padesát odstínů šedi |
| "Bird Set Free"                            | 2015 | 36                     | 98                     | 49                     | —                      | —                      | 92                     | —                      | - BPI: Silver - FIMI: Gold - RIAA: Gold | This Is Acting       |
| "One Million Bullets"                      | 2016 | 190                    | —                      | —                      | —                      | —                      | —                      | —                      |                                         | This Is Acting       |
| "Unforgettable"                            | 2016 | —                      | —                      | —                      | —                      | —                      | —                      | —                      |                                         | Hledá se Dory        |
| "Satisfied" (feat. Miguel a Queen Latifah) | 2016 | —                      | —                      | —                      | —                      | —                      | —                      | —                      |                                         | The Hamilton Mixtape |
| "Fly Me to the Moon"                       | 2021 | —                      | —                      | —                      | —                      | —                      | —                      | —                      |                                         | Singl bez alb        |
| "Manchild"                                 | 2022 | —                      | —                      | —                      | —                      | —                      | —                      | —                      |                                         | The Versions         |

## Další umístěné písně
| Píseň                                                                                   | Rok  | Umístění v hitparádách | Umístění v hitparádách | Umístění v hitparádách | Umístění v hitparádách | Umístění v hitparádách | Umístění v hitparádách | Umístění v hitparádách | Umístění v hitparádách | Certifikace               | Album                                                 |
| Píseň                                                                                   | Rok  | AUS                    | CAN                    | FRA                    | GER                    | NZ                     | SWE                    | UK                     | US                     | Certifikace               | Album                                                 |
| --------------------------------------------------------------------------------------- | ---- | ---------------------- | ---------------------- | ---------------------- | ---------------------- | ---------------------- | ---------------------- | ---------------------- | ---------------------- | ------------------------- | ----------------------------------------------------- |
| "I Go to Sleep"                                                                         | 2010 | 32                     | —                      | —                      | —                      | —                      | —                      | —                      | —                      |                           | Some People Have Real Problems                        |
| "Beautiful Pain" (Eminem feat. Sia)                                                     | 2013 | 59                     | 55                     | 114                    | 87                     | 15                     | —                      | 67                     | 99                     | - RMNZ: Gold - ARIA: Gold | The Marshall Mathers LP 2                             |
| "Burn the Pages"                                                                        | 2014 | 82                     | —                      | —                      | —                      | —                      | —                      | —                      | —                      |                           | 1000 Forms of Fear                                    |
| "The Whisperer" (David Guetta feat. Sia)                                                | 2014 | —                      | —                      | 96                     | —                      | —                      | —                      | —                      | —                      |                           | Listen                                                |
| "Je te pardonne" (Maître Gims feat. Sia)                                                | 2015 | —                      | —                      | 12                     | —                      | —                      | —                      | —                      | —                      |                           | Mon cœur avait raison                                 |
| "My Love"                                                                               | 2015 | 76                     | —                      | —                      | —                      | —                      | —                      | —                      | —                      |                           | Twilight sága: Zatmění                                |
| "Broken Glass"                                                                          | 2016 | —                      | —                      | —                      | —                      | —                      | —                      | —                      | —                      |                           | This Is Acting                                        |
| "Waving Goodbye"                                                                        | 2016 | —                      | —                      | 95                     | —                      | —                      | —                      | —                      | —                      |                           | The Neon Demon                                        |
| "Move Your Body" (Alan Walker Remix)                                                    | 2016 | —                      | —                      | —                      | —                      | —                      | 57                     | —                      | —                      | - GLF: Gold               | This Is Acting (Deluxe edition)                       |
| "Confetti"                                                                              | 2016 | —                      | —                      | 71                     | —                      | —                      | —                      | —                      | —                      |                           | This Is Acting (Deluxe edition)                       |
| "Midnight Decisions"                                                                    | 2016 | —                      | —                      | 146                    | —                      | —                      | —                      | —                      | —                      |                           | This Is Acting (Deluxe edition)                       |
| "Helium"                                                                                | 2017 | —                      | 74                     | 10                     | 30                     | —                      | 32                     | 45                     | 71                     | - FIMI: Gold              | Padesát odstínů temnoty                               |
| "Candy Cane Lane"                                                                       | 2017 | —                      | —                      | —                      | —                      | —                      | —                      | —                      | —                      | - RIAA: Gold              | Everyday Is Christmas                                 |
| "1+1" (sólo nebo feat. Amir)                                                            | 2021 | —                      | —                      | 40                     | —                      | —                      | —                      | —                      | —                      |                           | Music – Songs from and Inspired by the Motion Picture |
| "—" značí, že se nahrávka neumístila v hitparádách nebo v tomto území ani nebyla vydána |      |                        |                        |                        |                        |                        |                        |                        |                        |                           |                                                       |

## Videoklipy
| Název                                        | Rok  | Umělkyně | Režisérka | Herečka | Režisér              | Reference |
| -------------------------------------------- | ---- | -------- | --------- | ------- | -------------------- | --------- |
| "Taken for Granted" (Original Version)       | 2000 | ano      | ne        | ano     | Matthew Bate         | [ 170 ]   |
| "Taken for Granted" (Alternative Version)    | 2000 | ano      | ne        | ano     | Fatima Robinson      | [ 171 ]   |
| "Little Man"                                 | 2000 | ano      | ne        | ano     | Cassius Coleman      | [ 172 ]   |
| "Breathe Me"                                 | 2004 | ano      | ano       | ano     | sama, Daniel Askill  | [ 173 ]   |
| "Numb"                                       | 2004 | ano      | ano       | ne      | sama, Clemens Habich | [ 174 ]   |
| "Sunday"                                     | 2006 | ano      | ano       | ano     | sama                 | [ 175 ]   |
| "Don't Bring Me Down"                        | 2006 | ano      | ne        | ano     | Nik Fackler          | [ 176 ]   |
| "Pictures"                                   | 2007 | ano      | ano       | ano     | sama                 | [ 177 ]   |
| "Buttons"                                    | 2007 | ano      | ne        | ano     | Kris Moyes           | [ 178 ]   |
| "Day Too Soon"                               | 2008 | ano      | ne        | ano     | Cat Solen            | [ 179 ]   |
| "The Girl You Lost to Cocaine"               | 2008 | ano      | ne        | ano     | Kris Moyes           | [ 180 ]   |
| "Soon We'll Be Found"                        | 2008 | ano      | ne        | ano     | Claire Carré         | [ 181 ]   |
| "You've Changed"                             | 2009 | ano      | ne        | ano     | Dennis Liu           | [ 182 ]   |
| "Clap Your Hands"                            | 2010 | ano      | ne        | ano     | Kris Moyes           | [ 183 ]   |
| "I'm in Here"                                | 2010 | ano      | ne        | ano     | David Altobelli      | [ 184 ]   |
| "Chandelier"                                 | 2014 | ano      | ano       | ne      | sama, Daniel Askill  | [ 185 ]   |
| "You're Never Fully Dressed Without a Smile" | 2014 | ano      | ne        | ne      | neznámé              | [ 186 ]   |
| "Elastic Heart"                              | 2015 | ano      | ano       | ne      | sama, Daniel Askill  | [ 187 ]   |
| "Big Girls Cry"                              | 2015 | ano      | ano       | ne      | sama, Daniel Askill  | [ 188 ]   |
| "Fire Meet Gasoline"                         | 2015 | ano      | ne        | ne      | Francesco Carrozzini | [ 189 ]   |
| "Alive"                                      | 2015 | ano      | ano       | ne      | sama, Daniel Askill  | [ 190 ]   |
| "Cheap Thrills" (feat. Sean Paul)            | 2016 | ano      | ne        | ne      | Lior Molcho          | [ 191 ]   |
| "Cheap Thrills" (Performance Edit)           | 2016 | ano      | ano       | ne      | sama, Daniel Askill  | [ 192 ]   |
| "The Greatest"                               | 2016 | ano      | ano       | ne      | sama, Daniel Askill  | [ 193 ]   |
| "Never Give Up"                              | 2017 | ano      | ne        | ne      | Lior Molcho          | [ 194 ]   |
| "Move Your Body" (Single Mix)                | 2017 | ano      | ne        | ne      | Lior Molcho          | [ 195 ]   |
| "Rainbow"                                    | 2017 | ano      | ne        | ne      | Daniel Askill        | [ 196 ]   |
| "Santa's Coming for Us"                      | 2017 | ano      | ne        | ne      | Marc Klasfeld        | [ 197 ]   |
| "Candy Cane Lane"                            | 2017 | ano      | ne        | ne      | Lior Molcho          | [ 198 ]   |
| "Ho Ho Ho"                                   | 2017 | ano      | ne        | ne      | Lior Molcho          | [ 199 ]   |
| "Underneath the Mistletoe"                   | 2017 | ano      | ne        | ne      | Lior Molcho          | [ 200 ]   |
| "Flames"                                     | 2018 | ano      | ne        | ne      | Lior Molcho          | [ 201 ]   |
| "Audio"                                      | 2018 | ano      | ne        | ne      | Ernest Desumbila     | [ 202 ]   |
| "Thunderclouds"                              | 2018 | ano      | ne        | ano     | Ernest Desumbila     | [ 203 ]   |
| "No New Friends"                             | 2019 | ano      | ne        | ano     | Dano Cerny           | [ 204 ]   |
| "Together"                                   | 2020 | ano      | ano       | ne      | sama                 | [ 205 ]   |
| "Let's Love" (s David Guetta)                | 2020 | ano      | ne        | ne      | Hannah Lux Davis     | [ 206 ]   |
| "Del Mar" (s Ozuna & Doja Cat)               | 2020 | ano      | ne        | ne      | Nuno Gomes           | [ 207 ]   |
| "Snowman"                                    | 2020 | ano      | ne        | ne      | Lior Molcho          | [ 208 ]   |
| "Hey Boy" (feat. Burna Boy)                  | 2021 | ano      | ne        | ne      | Rafatoon             | [ 209 ]   |
| "Floating Through Space" (s David Guetta)    | 2021 | ano      | ne        | ne      | Lior Molcho          | [ 210 ]   |
| "Fly Me to the Moon"                         | 2021 | ano      | ne        | ne      | neznámé              | [ 211 ]   |
| "Gimme Love"                                 | 2023 | ano      | ano       | ano     | sama                 | [ 212 ]   |
| "Hass Hass" (s Diljit Dosanjh)               | 2023 | ano      | ne        | ne      | neznámé              | [ 213 ]   |

### Vedlejší videa
| Název                                                                       | Rok  | Umělkyně | Herečka | Režisér                    | Reference |
| --------------------------------------------------------------------------- | ---- | -------- | ------- | -------------------------- | --------- |
| "I'll Forget You" (Lior feat. Sia)                                          | 2008 | ano      | ne      | Natasha Pincus             | [ 214 ]   |
| "I Love It" (Carl Allison & Nick Kozakis Version) (Hilltop Hoods feat. Sia) | 2011 | ano      | ne      | Carl Allison, Nick Kozakis | [ 215 ]   |
| "I Love It" (Animal Logic Version) (Hilltop Hoods feat. Sia)                | 2011 | ano      | ne      | Toby Grime                 | [ 216 ]   |
| "I Love It" (Blue Tongue Version) (Hilltop Hoods featuring Sia)             | 2011 | ano      | ne      | Nash Edgerton              | [ 217 ]   |
| "Titanium" (David Guetta feat. Sia)                                         | 2011 | ano      | ne      | David Wilson               | [ 218 ]   |
| "Wild Ones" (Flo Rida feat. Sia)                                            | 2012 | ano      | ne      | Erik White                 | [ 219 ]   |
| "She Wolf (Falling to Pieces)" (David Guetta feat. Sia)                     | 2012 | ano      | ne      | Hiro Murai                 | [ 220 ]   |
| "Battle Cry" (Angel Haze feat. Sia)                                         | 2014 | ano      | ne      | Frank Borin                | [ 221 ]   |
| "Guts Over Fear" (Eminem feat. Sia)                                         | 2014 | ano      | ne      | Syndrome                   | [ 222 ]   |
| "Déjà Vu" (Giorgio Moroder feat. Sia)                                       | 2015 | ano      | ne      | Alexandra Dahlström        | [ 223 ]   |
| "Golden" (Travie McCoy feat. Sia)                                           | 2015 | ano      | ne      | neznámé                    | [ 224 ]   |
| "Bang My Head" (David Guetta feat. Sia a Fetty Wap)                         | 2015 | ano      | ne      | Hannah Lux Davis           | [ 225 ]   |
| "Wolves" (Kanye West feat. Sia a Vic Mensa)                                 | 2016 | ano      | ano     | Steven Klein               | [ 226 ]   |
| "Waterfall" (Stargate feat. Pink a Sia)                                     | 2017 | ano      | ne      | Malia James                | [ 227 ]   |
| "Living Out Loud" (Brooke Candy feat. Sia)                                  | 2017 | ano      | ne      | Simon Cahn                 | [ 228 ]   |
| "Dusk Till Dawn" (Zayn feat. Sia)                                           | 2017 | ano      | ne      | Marc Webb                  | [ 229 ]   |
| "Exhale" (kenzie featuring Sia)                                             | 2020 | ano      | ne      | neznámé                    | [ 230 ]   |
| "Don't Give Up" (Sam I featuring Sia, Busta Rhymes and Vic Mensa)           | 2020 | ano      | ne      | Sam I                      | [ 231 ]   |
| "Titans" (Major Lazer feat. Sia a Labrinth)                                 | 2021 | ano      | ne      | Ernest Desumbila           | [ 232 ]   |
| "Born Yesterday" (Arca feat. Sia)                                           | 2021 | ano      | ne      | KinkiFactory               | [ 233 ]   |
| "Dynamite" (Sean Paul feat. Sia)                                            | 2021 | ano      | ne      | Storm Saulter              | [ 234 ]   |

### Guest appearances
| Název                           | Rok  | Umělec | Role | Režisér | Reference |
| ------------------------------- | ---- | ------ | ---- | ------- | --------- |
| "Imagine" (Gal Gadot & Friends) | 2020 | ano    | sama | žádné   | [ 235 ]   |